# ヌエボ・レオン州立大学
ヌエボ・レオン州立大学 (Universidad Autónoma de Nuevo León、UANL)は、メキシコ、ヌエボ・レオン州の公立大学。州都モンテレイ郊外にある。

## 概要
メキシコを代表する高等研究機関のひとつで、大学ランキングでは常に上位に名を連ねる。メキシコ有数のマンモス大学であり、提供する学科は多岐に渡る。
プロサッカーチームUANLティグレスの設立に関わっており、現在でもチームは大学が所有している。過去に不正問題があったため、チームの運営は民間企業に委託している。

## 施設
大学には、224万冊の蔵書、27の研究所、25のコンピューター室、53の食堂がある。また、16の学術書を出版している。スポーツ施設はメキシコの大学では最高水準と評価されており、国際大会の会場となることもある。総合競技場のエスタディオ・ウニベルシタリオは上記のUANLティグレスの本拠地である。